# Banks (cantante)
Jillian Rose Banks (Orange, California, Estados Unidos; 16 de junio de 1988), conocida como Banks (estilizado como BANKS), es una cantante, compositora, psicóloga y modelo estadounidense. Publica su trabajo con Harvest Records, Good Year Recordings y IAMSOUND Records. Su música ha sido reconocida internacionalmente y apareció en un comercial de Victoria's Secret en 2013 y en la película Divergente (2014)

## Vida y carrera

### Primeros años
Banks comenzó a escribir canciones a los 15 años. Aprendió a tocar piano cuando recibió un teclado de un amigo para ayudarle a superar el divorcio de sus padres. Dijo que «se sentía muy sola y desamparada. No sabía cómo expresar lo que estaba sintiendo o con quién hablar». Más tarde se matriculó para estudiar psicología en la Universidad del Sur de California (USC), donde escribió una tesis sobre los hijos de padres divorciados, y finalmente obtuvo una licenciatura en psicología. Banks es judía y tiene ascendencia rusa, húngara y polaca

### 2013-14: El gran avance y «Goddess»
Durante el tiempo en la USC, su amiga, la actriz Lily Collins, utilizó sus contactos para pasar su trabajo a la industria musical; específicamente al DJ Yung Skeeter. Después de la publicación de un sencillo llamado «Before I Ever Met You» en SoundCloud en febrero de 2013, la canción terminó siendo mezclada por el DJ Zane Lowe en la BBC Radio 1.
A finales de 2013, ella recibió nominaciones para los premios de la BBC y MTV. Fue nominada para un Sound of..., premio de la BBC, y fue nombradaen la lista de iTunes «Nuevos Artistas de 2014». Banks fue la artista de la semana para Vogue en agosto de 2013 donde escribieron que sus canciones «captan perfectamente la sensación de estar perdido y sin poder en el mundo».
Banks fue telonera del cantante canadiense The Weeknd durante su gira de otoño de 2013. La gira fue internacional con fechas en los Estados Unidos y el Reino Unido. Después de terminar la gira con The Weeknd, ella anunció su propia gira que comenzó en el Reino Unido durante marzo de 2014. Banks también fue una artista destacada en el festival de Coachella, que tuvo lugar en abril de 2014, y Bonnaroo Festival Open'er en julio de 2014. En enero de 2015, Banks fue parte de la alineación para el Festival de la Laneway de 2015 en San Jerónimo, que recorrió Adelaida, Auckland, Brisbane, Detroit, Fremantle, Melbourne, Singapur y Sídney. El 7 de agosto de 2014, Banks hizo su debut en televisión en el programa Jimmy Kimmel Live!.
Su álbum debut, Goddess, fue lanzado el 5 de septiembre de 2014 y estuvo en el top 20 de varios países, incluyendo el Reino Unido, Australia, Alemania, Nueva Zelanda y Suecia. En los EE. UU., el álbum debutó en el número 12 en el Billboard 200, vendiendo 25.000 copias en su primera semana de lanzamiento. Ha recibido críticas positivas de los críticos, que elogiaron su ambición de sonido y sonido crudo del álbum. Lleva a cabo una puntuación de 74 sobre 100 en Metacritic. El álbum fue apoyado por el lanzamiento de los cuatro sencillos: «Brain», «Goddess», «Drowning», y «Beggin for Thread». «Drowning» alcanzó el puesto número 48 en la lista de canciones de rock de Billboard Digital.

### 2015-2017: «The Altar»
El 4 de noviembre de 2015, Banks lanzó «Better», junto con su video musical. Estuvo de gira con The Weeknd por segunda vez de noviembre a diciembre de 2015. Se anunció el 8 de junio de 2016 que tenía el trabajo terminado en su segundo álbum.
El 12 de julio de 2016, Banks publicó un segundo sencillo, «Fuck with Myself». Estrenó la pista en Zane Lowe's Beats 1 radio show, esta fue la última canción que escribió para el álbum. «Hay tantos significados a la misma», dijo de la canción. «Podría ser como, 'Follo con mí misma', como, 'me lío conmigo misma más que a nadie'. Podría ser, 'Follo con mí misma', algo así como, 'me siento a mí misma'. Esto significa una gran cantidad de cosas que creo que mucha gente se puede identificar». El segundo sencillo «Gemini Feed», fue lanzado el 2 de agosto de 2016. Unas semanas después lanzó como sencillos promocionales de cara a la salida del disco: «Mind Games» (19 de agosto de 2016) y «To The Hilt». Como tercer single presentó la canción «Trainwreck», cuyo videoclip salió el 18 de enero de 2017.
El 24 de febrero de 2017, Banks comenzó "The Altar Tour", su gira de promoción de este segundo álbum. Consistieron en 68 conciertos y concluyó el 16 de noviembre de 2017. El 7 de abril de 2017 Banks publicó el sencillo «Crowded Places», que apareció en el penúltimo capítulo de la serie de HBO Girls el 9 de abril. Además, durante este tiempo una colección de experiencias de realidad virtual llamada "Three Points to the Recollection of My future" fue producido por Banks junto al director Jenn Duong. El proyecto transformó canciones de la artista en poesía interactiva.
Otra canción llamada «Underdog», fue estrenada el 28 de septiembre de 2017, que pue promocionado y estrenado en el show radiofónico Lowe's Beats 1. El 14 de noviembre publicó una colaboración junto a 6LACK llamada «In Between». Tanto «In Between» como «Poltergeist», canción perteneciente a The Altar apareciendo en la banda sonora de la quinta temporada de la serie Power

### 2019: III
En diciembre de 2018, Banks anunció en redes sociales que estaba trabajando en un nuevo álbum para publicar en 2019. El 29 de abril de 2019 Banks publicó el primer sencillo de esta nueva era llamado «Gimme», que contó con un videoclip  promocional. El 11 de junio publicó el segundo sencillo titulado «Look What You're Doing To Me», en colaboración con Francis and the Lights, siendo la primera canción de la discografía de Banks y dentro de un álbum suyo que consistía en una colaboración. El sencillo final, «Contaminated» se estrenó como sencillo promocional dos días antes del estreno del álbum, que se publicó el 12 de julio de 2019. Banks describe este tercer álbum, que originalmente iba a recibir el nombre de "Eros", como su transformación de una mujer romántica a una mujer sabia. "The III Tour", en apoyo a este álbum comenzó el 3 de septiembre de 2019.

## Discografía

### Álbumes
| Título    | Detalles del álbum |
| --------- | --- |
| Goddess   | - Lanzamiento: 8 de septiembre de 2014 - Discográfica: Harvest Records - Formato: CD, vinilo, descarga digital          |
| The Altar | - Lanzamiento: 30 de septiembre de 2016[cita requerida] - Discográfica: Harvest Records - Formato: CD, descarga digital |
| III       | - Lanzamiento: 12 de julio de 2019[cita requerida] - Discográfica: Harvest Records - Formato: CD, descarga digital}     |

### Extended plays
| Título    | Detalles del EP |
| --------- | --- |
| Fall Over | - Lanzamiento: 1 de marzo de 2013 - Discográfica: Iamsound Records, Good Years Recordings - Formato: Descarga digital              |
| London    | - Lanzamiento: 10 de septiembre de 2013 - Discográfica: Good Years Recordings, Harvest Records - Formato: Descarga digital, CD, LP |

### Sencillos
| Título                               | Año  | Álbum   |
| ------------------------------------ | ---- | ------- |
| «Before I Ever Met You»              | 2013 | Goddess |
| «Warm Water»                         | 2013 | Goddess |
| «Waiting Game» #99 En el Reino Unido | 2013 | Goddess |
| «Brain»                              | 2014 | Goddess |
| «Goddess»                            | 2014 | Goddess |